# Alexandra González
Alexandra González (ur. 6 października 1987) – portorykańska lekkoatletka specjalizująca się w skoku o tyczce.
Złota medalistka mistrzostw Portoryko. Była rekordzistka kraju (4,05 – 16 lipca 2006, Port-of-Spain).

## Osiągnięcia
| Rok  | Impreza                                           | Miejsce             | Pozycja           | Wynik |
| ---- | ------------------------------------------------- | ------------------- | ----------------- | ----- |
| 2004 | Mistrzostwa Ameryki Środkowej i Karaibów juniorów | Coatzacoalcos       | 4. miejsce        | 3,20  |
| 2005 | Mistrzostwa panamerykańskie juniorów              | Windsor             | 6. miejsce        | 3,45  |
| 2006 | Mistrzostwa ibero-amerykańskie                    | Ponce               | 6. miejsce        | 3,65  |
| 2006 | Mistrzostwa Ameryki Środkowej i Karaibów juniorów | Port-of-Spain       | 1. miejsce        | 4,10  |
| 2006 | Igrzyska Ameryki Środkowej i Karaibów             | Cartagena de Indias | 5. miejsce        | 3,75  |
| 2006 | Mistrzostwa świata juniorów                       | Pekin               | el. – 15. miejsce | 3,80  |
| 2011 | Mistrzostwa Ameryki Środkowej i Karaibów          | Mayagüez            | 6. miejsce        | 3,60  |
| 2013 | Mistrzostwa Ameryki Środkowej i Karaibów          | Morelia             | 3. miejsce        | 3,85  |
| 2014 | Igrzyska Ameryki Środkowej i Karaibów             | Xalapa              | 4. miejsce        | 4,00  |

## Rekordy życiowe
- Skok o tyczce – 4,10 (2012)